# Tzompantli

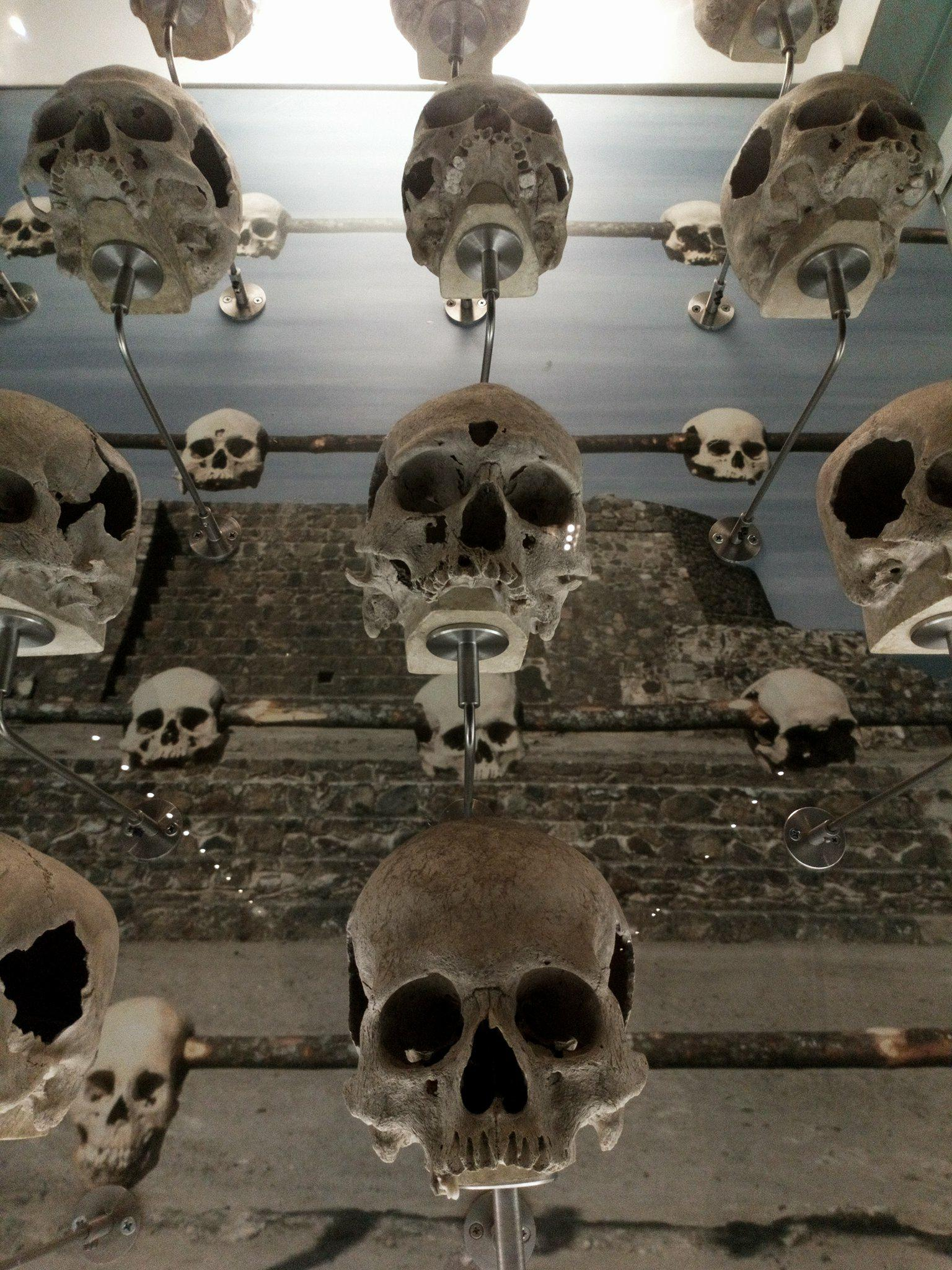
Réplica de um tzompantli no Museu Nacional de História da Cidade do México.

Um tzompantli (Pronuncia Náuatle: [t͡somˈpant͡ɬi]) ou cavalete de caveiras era um tipo de suporte de madeira ou paliçada documentado em várias civilizações mesoamericanas, que era usado para exibição pública de crânios humanos, normalmente de prisioneiros de guerra ou outras vítimas de sacrifício. É uma construção semelhante a um andaime, feita de postes nos quais cabeças e crânios eram colocados depois de feitos furos neles. Muitos foram documentados em toda a Mesoamérica e variam do Epiclássico (c. 600–900 CE) até o início do Pós-Clássico (c. 900–1250 CE). Em 2015, os arqueólogos anunciaram a descoberta do Hueyi Tzompantli, com mais de 650 crânios, na zona arqueológica do Templo Mayor na Cidade do México.

## Etimologia
O nome vem da língua clássica náuatle dos astecas, mas também é comumente aplicado a estruturas semelhantes retratadas em outras civilizações. Sua etimologia precisa é incerta, embora sua interpretação geral seja "cavalete de caveiras", "parede de caveiras" ou "estandarte de caveiras". É provavelmente um composto das palavras náuatle tzontecomatl ("crânio"), de tzontli ou tzom- "cabelo", "couro cabeludo" e tecomatl ("cabaça" ou "recipiente") e pamitl ("estandarte"). Essa derivação foi atribuída para explicar as representações em vários códices que os associam a estandartes; no entanto, a linguista náuatle Frances Karttunen propôs que pantli significa simplesmente "fileira" ou "parede".

## Distribuição histórica

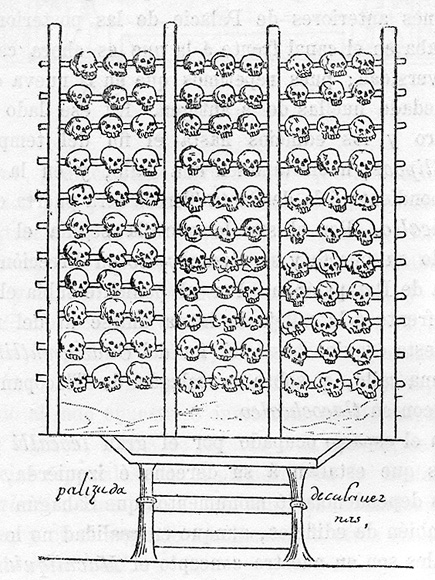
Um tzompantli, ilustrado no manuscrito asteca do século XVI, o Códice Durán.

### Informações gerais
Era mais comumente erguido como uma série de postes verticais dispostos linearmente, conectados por uma série de vigas transversais horizontais. Os crânios eram perfurados ou enfiados lateralmente ao longo dessas estacas horizontais. Um arranjo alternativo, mais comum nas regiões maias, era que os crânios fossem empalados uns sobre os outros ao longo dos postes verticais.
O tzompantli é conhecido principalmente por sua representação em códices do Pós-clássico Tardio (séculos XIII a XVI) e pós-Conquista (meados do século XVI a XVII), relatos contemporâneos dos conquistadores e várias outras inscrições. No entanto, uma estrutura semelhante a um tzompantli, considerada a primeira instância de tais estruturas, foi escavada da civilização zapoteca protoclássica no sítio de La Coyotera, em Oaxaca, datando de cerca do século II a.C. ao século III d.C. Os zapotecas chamavam essa estrutura de yàgabetoo, e ela exibia 61 crânios.
Tzompantli também são observados em outras culturas pré-colombianas da Mesoamérica, como os toltecas e os mixtecas.

### Tolteca
Na capital tolteca, Tula, surgiram os primeiros indícios no México Central de um verdadeiro fascínio por crânios e esqueletos. Tula floresceu do século IX ao século XIII. O local inclui os restos dizimados de um tzompantli. O tzompantli em Tula exibiam várias fileiras de crânios esculpidos em pedra adornando as laterais de uma ampla plataforma sobre a qual os crânios reais das vítimas do sacrifício eram exibidos. O tzompantli apareceu durante as fases finais da civilização em Tula, que foi destruída por volta de 1200.

### Maia
Outros exemplos são indicados em sítios da civilização maia, como Uxmal e outros sítios da região de Puuc, em Yucatán, que datam do final do século IX, do declínio da Era Clássica Maia. Um exemplo de inscrição particularmente fino e intacto sobrevive no extenso sítio de Chichén Itzá.
O sacrifício humano em grande escala foi introduzido aos maias pelos toltecas a partir das aparições do tzompantli nas quadras de bola de Chichén Itzá. Seis relevos de quadras de bola em Chichén Itzá retratam a decapitação de um jogador de bola; parece que os perdedores seriam decapitados e teriam seus crânios colocados no tzompantli.

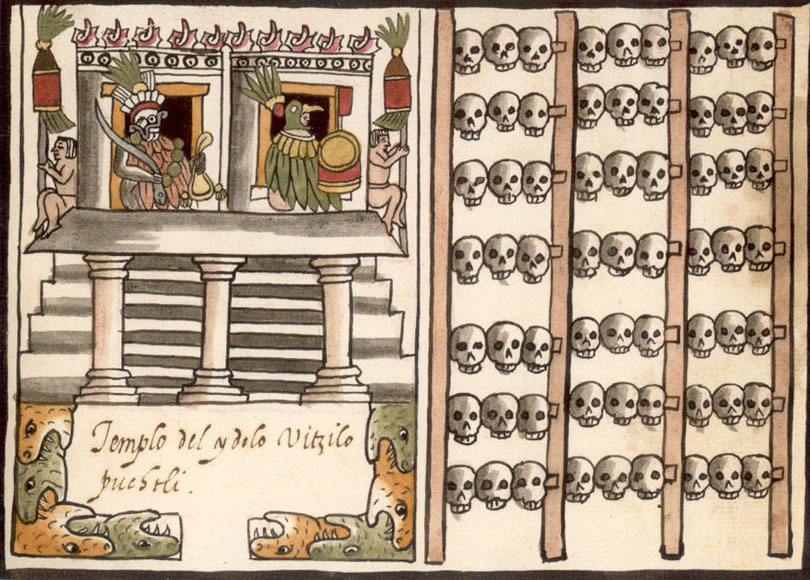
Um tzompantli é ilustrado à direita de uma representação de um templo asteca dedicado à divindade Huītzilōpōchtli; do manuscrito de Juan de Tovar de 1587, também conhecido como Códice Tovar.

### Era asteca
A palavra tzompantli é náuatle e foi usado pelos astecas para se referir aos porta-crânios encontrados em muitas cidades astecas; o primeiro e mais proeminente exemplo é o Hueyi Tzompantli (Grande Cavalete de Caveiras) localizada na capital asteca de Tenochtitlán e descrita pelos primeiros conquistadores. Havia pelo menos mais cinco estandes de caveiras em Tenochtitlán, mas, segundo todos os relatos, eles eram muito menores.
De acordo com o relato de testemunha ocular de Bernal Díaz del Castillo, a Historia verdadera de la conquista de la Nueva España, escrito várias décadas após o evento, depois que a expedição de Hernán Cortés foi forçada a fazer sua retirada inicial de Tenochtitlán, os astecas ergueram um tzompantli improvisado para exibir as cabeças decepadas de homens e cavalos que haviam capturado dos invasores. Este tzompantli é retratado no décimo segundo livro do Códice Florentino. Esta provocação também é retratada num códice asteca que relata a história e as batalhas subsequentes que levaram à eventual captura da cidade pelas forças espanholas e seus aliados.
Durante a estadia da expedição de Cortés na capital asteca Tenochtitlán (inicialmente como hóspedes-cativos do imperador Montezuma II, antes da batalha que levaria à conquista), eles relataram um altar tzompantli de madeira adornado com crânios de sacrifícios recentes. Dentro do complexo do próprio Templo Mayor, um relevo em estuque representava esses sacrifícios; os restos desse relevo sobreviveram e agora podem ser vistos nas ruínas do Zócalo da atual Cidade do México.

#### Preparação dotzompantli

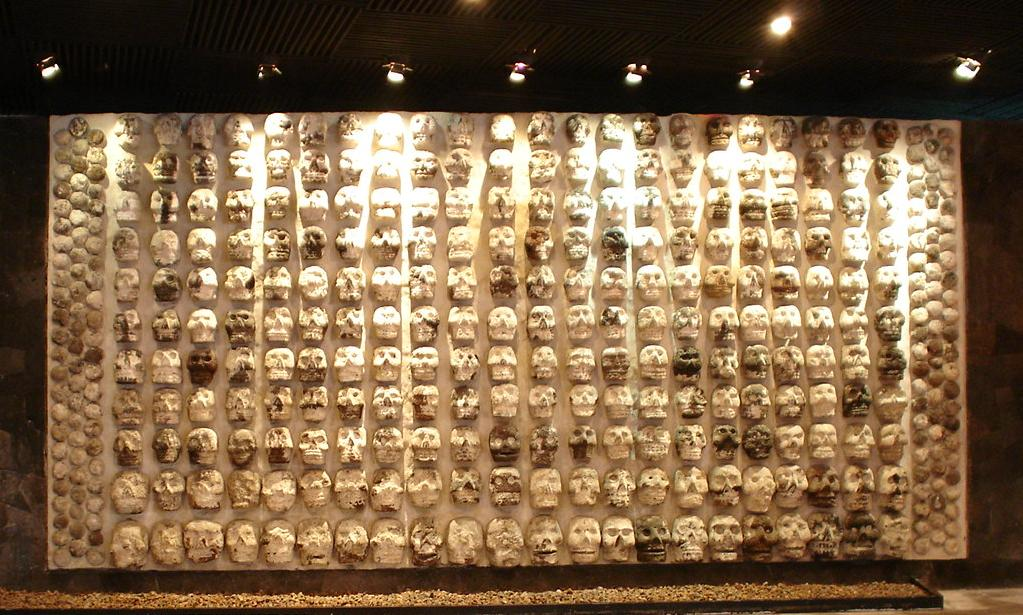
O tzompantli no Museu do Templo Mayor.

As escavações no Templo Mayor, na capital asteca, Tenochtitlán, revelaram muitos crânios pertencentes a mulheres e crianças, além dos de homens, uma demonstração da diversidade dos sacrifícios humanos na cultura asteca. Embora as cabeças decepadas tenham sido colocadas em exposição, muitos estudiosos determinaram que os membros das vítimas astecas foram canibalizados. O frei Diego Durán confirma isso, afirmando que os crânios eram entregues aos templos após “a carne ter sido comida”.
Durán observa que o tzompantli eram periodicamente reformadas. Sobre isso, Durán afirma: "Quando [os crânios] envelheceram e se deterioraram, eles caíram em pedaços. Quando a paliçada envelheceu, no entanto, ela foi reformada, e em sua remoção muitos [crânios] quebraram. Outros foram removidos para abrir espaço para mais, para que houvesse um lugar para aqueles que seriam mortos mais tarde."
O arqueólogo Eduardo Contreras acredita que o tecido preso aos crânios foi removido antes de um poste do tzompantli ser inserido através da lateral dos crânios. Ele baseia essas suposições nas escavações da Plaza de las Tres Culturas em Tlatelolco, na Cidade do México, entre 1960 e 1965.

#### Hueyi Tzompantli
O Hueyi Tzompantli era o tzompantli central encontrado em Tenochtitlán. O suporte para caveiras aqui serviu como um lembrete das contínuas Guerras das Flores dos astecas. Um aspecto importante da guerra asteca era a captura de guerreiros inimigos para servirem como vítimas de sacrifício, o que é evidente pelo número de guerreiros encontrados sacrificados em torno das estruturas astecas. Um conquistador, Andrés de Tapia, recebeu a tarefa de contar os crânios no tzompantli em Tenochtitlán e estimou que havia 136.000 crânios nele. No entanto, com base nos números fornecidos por Taipa e pelo frei Diego Durán, Bernard Ortiz de Montellano  calculou que havia no máximo 60.000 crânios no Hueyi Tzompantli de Tenochtitlán. O Hueyi Tzompantli consistia em uma enorme plataforma de alvenaria composta por “trinta degraus longos” medindo 60 metros de comprimento por 30 metros de largura em seu cume. No topo da plataforma acima mencionada foi erguida uma paliçada de madeira igualmente formidável e um andaime constituído por entre 60 e 70 montantes ou vigas maciças entrelaçadas com uma constelação impressionante de vigas transversais horizontais sobre as quais estavam suspensas as dezenas de milhares de cabeças humanas decapitadas, outrora empaladas nelas. A respeito disso, Bernal Díaz de Castillo afirma:

Lembro-me de que havia numa praça, onde havia alguns santuários, tantos lugares de crânios mortos, que se podiam contar, segundo o concerto em que eram colocados, que quando apareciam seriam mais de cem mil; e repito, cerca de cem mil. E em outra parte da praça havia outras tantas fileiras de ossos sem carne, ossos de mortos, que não se podiam contar; e tinham em muitas vigas muitas cabeças penduradas de uma parte a outra. E aqueles ossos e crânios eram guardados por três sacerdotes, que, pelo que entendemos, eram os responsáveis por eles. Do que tivemos que olhar mais depois que entramos bem na terra: em todas as aldeias eram assim, e também em Tascala.
Várias interpretações acadêmicas da importância cosmológica do Hueyi Tzompantli emergiram. Eduardo Matos Moctezuma afirma que um tzompantli central foi colocado ao norte do Templo Mayor. Moctezuma observa que nenhum santuário correspondente foi encontrado ao sul. Moctezuma também observa que as visões mexicas do universo, que dividem o universo em um plano horizontal e vertical, afirmam que o setor norte do plano horizontal corresponde a Mictlampa, ou a terra dos mortos. Por outro lado, Rubén G. Mendoza afirma que o Hueyi Tzompantli foi colocado em um eixo leste-oeste entre o Templo Mayor e uma quadra de bola principal. O Hueyi Tzompantli teria sido alinhado com o marcador dentro do Templo Mayor, dividindo uma metade para Tlāloc e a outra metade para Huītzilōpōchtli. Mendoza argumenta que, à medida que o sol viajava pelo céu, ele teria subido para a "abóbada dos céus", representada pelo Hueyi Tzompantli.
Evidências arqueológicas modernas descobriram que esta grande paliçada era ladeada por duas torres circulares feitas de crânios e argamassa.

#### Representações históricas
Existem inúmeras representações dos tzompantli em códices astecas, datados da época ou logo após a conquista espanhola do Império Asteca, como o Códice Durán, o Códice Ramírez e o Códice Borgia. O Codex Mendoza contém várias representações dos tzompantli. O frontispício do Codex Mendoza retrata um tzompantli segurando um único crânio ao lado de uma águia empoleirada em um cacto. Uma representação semelhante de um tzompantli é usado para representar a cidade de Tzompanco no Códice Mendoza. O fólio 45v do Codex Borgia descreve uma plataforma adornada com caveiras.

#### Escavações recentes
Arqueólogos afiliados ao Instituto Nacional de Antropologia e História participaram de uma série de escavações desde 2015 que resultaram na descoberta de tzompantli. Essas escavações ocorreram perto da Catedral Metropolitana da Cidade do México e incluíram a descoberta de uma torre tzompantli. Estas escavações revelaram que mulheres e crianças foram sacrificadas, embora os homens constituíssem 75% das vítimas sacrificiais.

## Associação e significado
Além de serem usados para exibir os crânios de prisioneiros de guerra executados ritualisticamente, os tzompantli ocorrem frequentemente em contextos de quadras de bola mesoamericanas, que eram comuns em todas as civilizações e sítios da região. O jogo foi "jogado para valer", terminando com o time perdedor sendo sacrificado. O capitão do time vencedor foi encarregado de levar a cabeça do capitão do time perdedor para ser exibida em um tzompantli. Nestes contextos parece que o tzompantli era usado para exibir as cabeças dos perdedores deste jogo muitas vezes altamente ritualizado. No entanto, nem todos os jogos resultaram nesse epílogo e, para aqueles que o fizeram, supõe-se que esses participantes eram frequentemente prisioneiros notáveis. Uma teoria alternativa é que foi o capitão da equipe vencedora que perdeu a cabeça, mas há poucas evidências de que esse tenha sido o caso. Ainda assim, é reconhecido que na cultura mesoamericana ser sacrificado significava ser honrado com a alimentação dos deuses. Tula, a antiga capital tolteca, tem uma inscrição  de tzompantli bem preservada em sua quadra de bola.
A associação com quadras de bola também se reflete no Popol Vuh, o famoso relato religioso, histórico e cultural dos maias k'iche'. Quando Hun Hunahpú, pai dos Heróis Gêmeos Maias, foi morto pelos senhores do Submundo (Xibalbá), sua cabeça foi pendurada em uma cabaça próxima a uma quadra de bola. A cabaça é uma representação clara de um tzompantli, e a imagem de caveiras em árvores como se fossem frutas também é um indicador comum de um tzompantli e as associações com algumas das interpretações metafóricas do jogo.

## Galeria

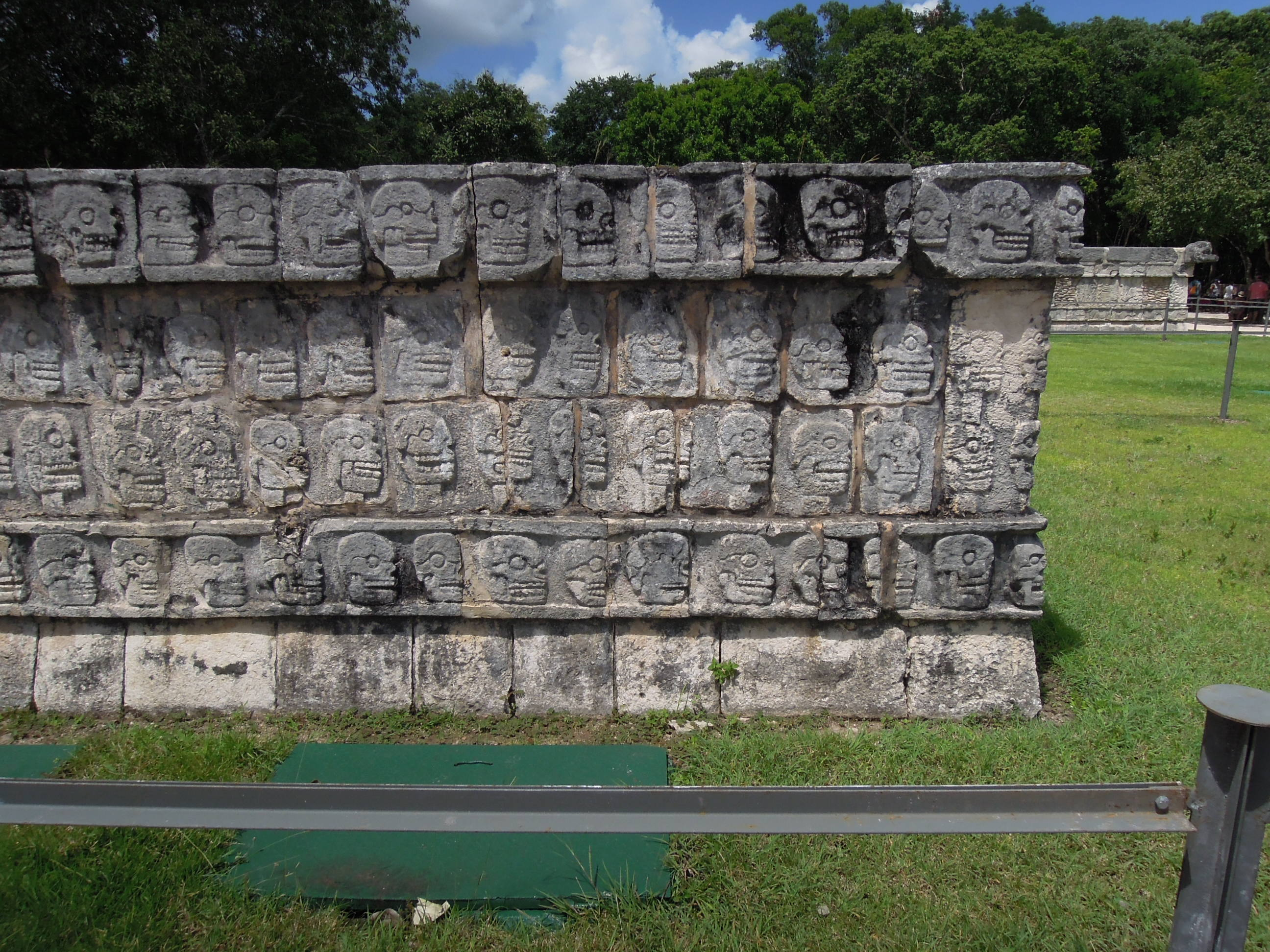
Detalhe do tzompantli em Chichén Itzá.
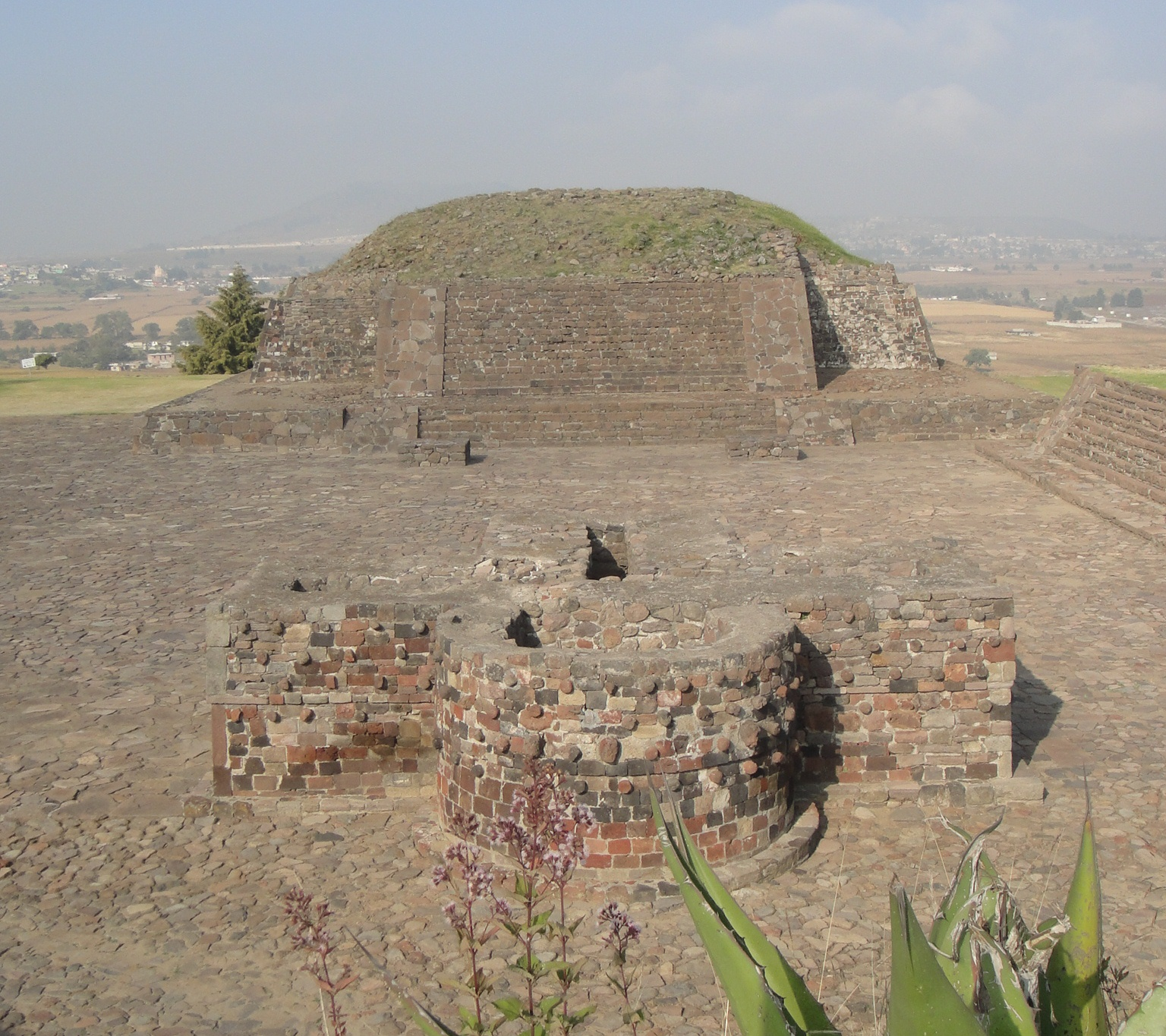
O tzompantli encontrado no Monumento Quatro de Calixtlahuaca.
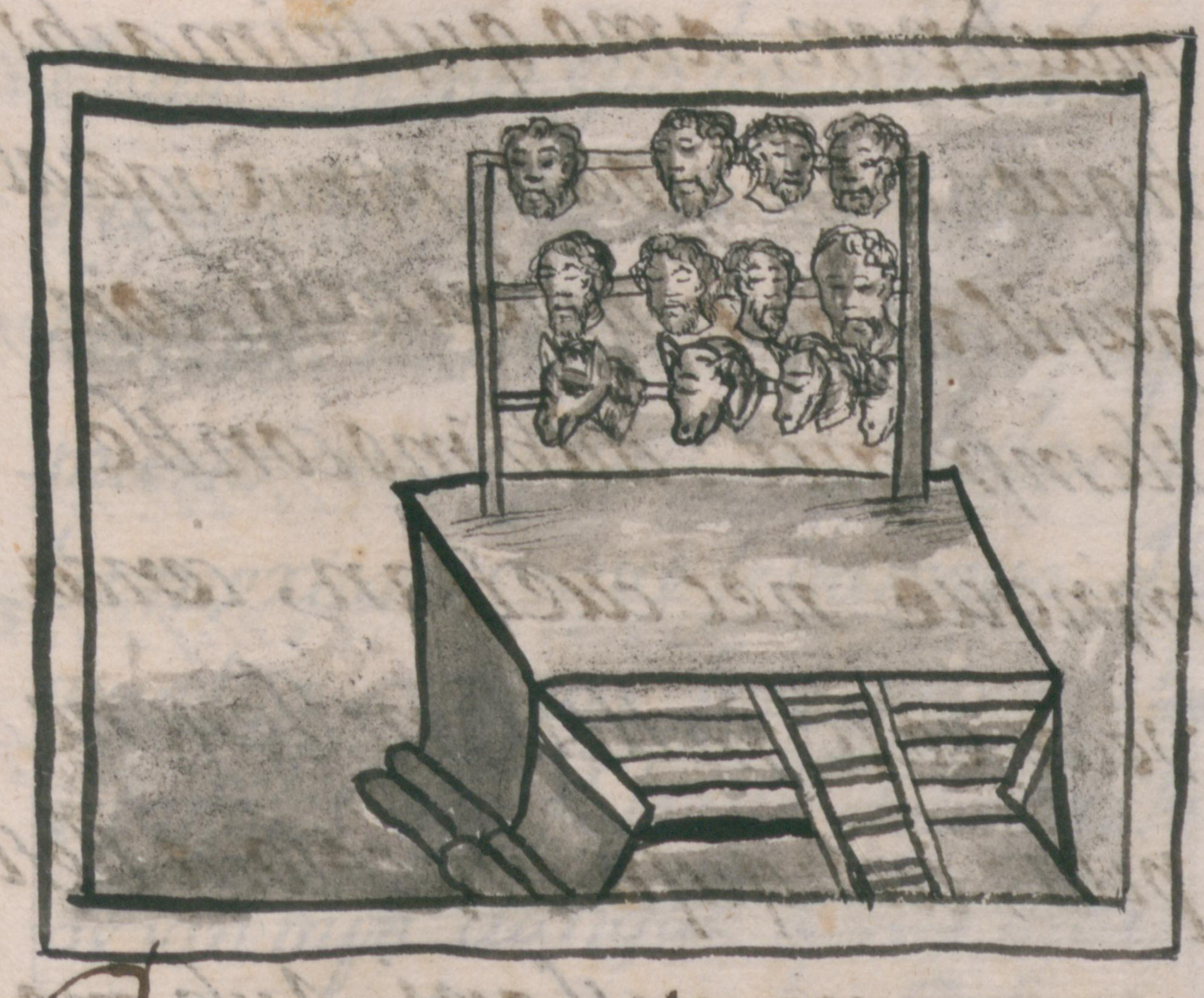
O Décimo Segundo Livro do Códice Florentino mostra as cabeças de soldados espanhóis capturados e seus cavalos exibidos em um tzompantli em frente ao Templo de Huitzilopochtli.
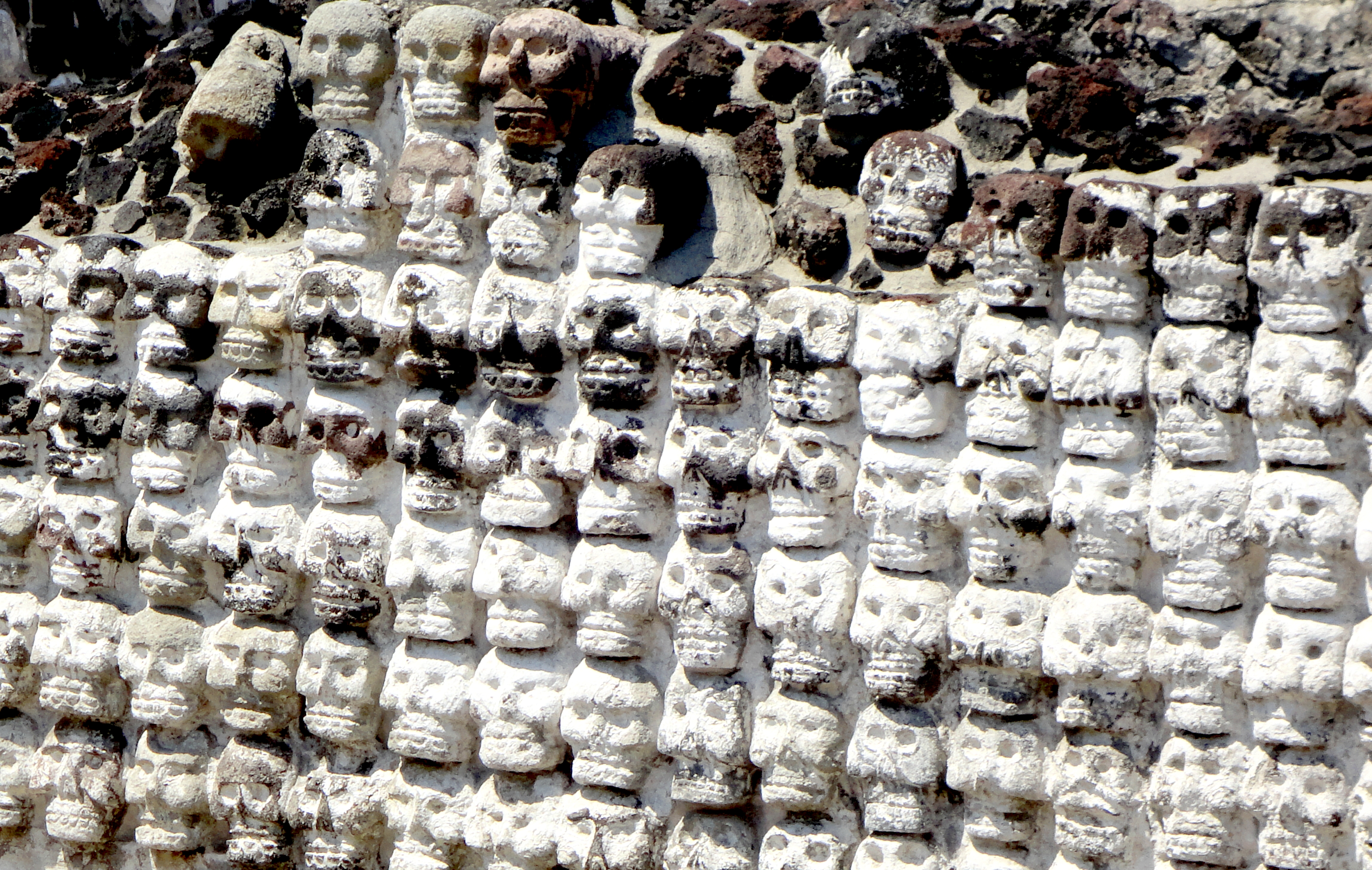
Um tzompantli escavado no Templo Mayor, na atual Cidade do México.
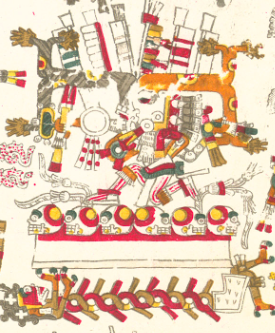
O tzompantli conforme retratado no Codex Borgia.
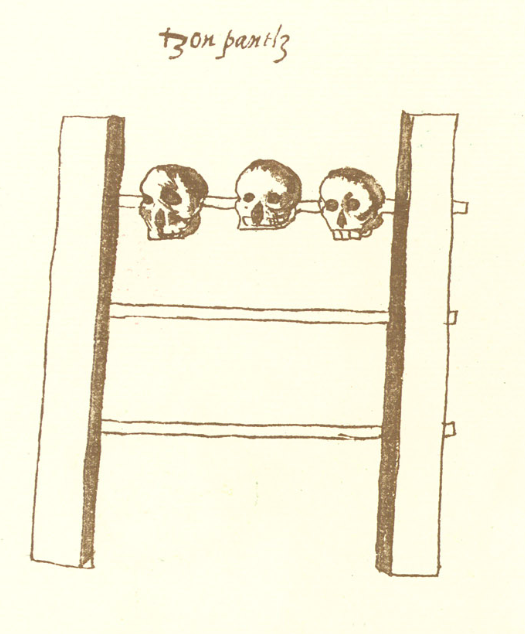
O tzompantli no Codex Vaticanus 3778, um fac-símile do Codex Ríos.

## Usos contemporâneos
O tzompantli foi tema de várias obras de arte criadas durante o século XX. José Chávez Morado retratou o tzompantli em uma pintura de 1961. George O. Jackson, como parte de seu projeto Essence of Mexico, fotografou várias representações de crânios, aos quais ele se refere como calaveras (palavra espanhola para "caveiras"); Jackson se refere a grupos dessas fotos como tzompantli. Os tzompantli também foram tema de murais criados para o festival Mextonia, que celebra a cultura mexicana e acontece na Estônia, pelo coletivo de arte Nueve Arte Urbano. O Museu de Arte de Querétaro apresentou uma exposição intitulada Tzompantli, que exibia obras feitas por vários artistas retratando caveiras.